# Arthur Robinson
Arthur Napoleon Raymond Robinson, noto come A. N. R. Robinson o Ray Robinson (16 dicembre 1926 – Port of Spain, 9 aprile 2014), è stato un politico trinidadiano.
È stato il terzo presidente di Trinidad e Tobago, in carica dal marzo 1997 al marzo 2003.
Inoltre è stato anche il terzo primo ministro del Paese, in carica dal dicembre 1986 al dicembre 1991 sotto le presidenze di Ellis Clarke e Noor Hassanali.